# رادیو نما
رادیو نما شیوه‌ای برای پخش رادیو است که در آن، صدای رادیو به همراه مجموعه‌ای از تصاویر روی موج دیجیتال فرستاده می‌شود و با گیرندهٔ دیجیتال قابل دریافت است. رادیو نما در تصاویر خود که ثابت هستند، به پخش عکس، نقاشی، خط، گرافیک، نام برنامهٔ در حال پخش، فرکانس دریافت رادیوی مورد نظر و … می‌پردازد.
درحال حاضر رادیو های استانی نیز دارای رادیونما هستند که تصاویر عوامل هر برنامه را با سایر عکس های موضوعی و طبیعت های آن استان نمایش می دهد. رادیونما ها با برنامه های مشترک نظیر ، لبخند ایرانی در صبح جمعه هر هفته  و شب های ایران که هرشب یک استان میزبان 30 استان دیگر کشور است درصدد آن هستن تا با سایر استان ها ارتباط برقرار کنند و به نوعی  جاذبه های گردشگری - آداب و رسوم و فرهنگ استانی خود را به  گوشه گوشه ایران بشناسنند، در رادیونما تمام این تصاویر در لحظه پخش برنامه قابل روئیت است.برخی رادیونماهای استانی که دارای هدهد جشنواره رادیویی هستند نظیر رادیو نما خوزستان، رادیونما اردبیل، رادیونما خراسان شمالی و رادیونما سمنان 
از رادیونماهایی استانی که دارای بیشترین تصاویر زیبا و مرتبط با برنامه ها هستند می توان به  رادیونما خوزستان، قزوین، فارس، آذربایجان شرقی و ... اشاره کرد.

## پیشینه
رادیو نما برای اولین بار در ۲۳ آبان ۱۳۹۵ با پخش تصویری رادیو جوان، ایران، آوا و قرآن با عنوان «رادیو نما» و به صورت آزمایشی و به پیشنهاد معاونت توسعه و فناوری رسانهآغاز به کار کرد. به گزارش باشگاه خبرنگاران تسنیم «پویا»، با حضور رئیس سازمان صدا وسیما اقای دکتر #علی عسکری، #نسرین آبروانی، معاون صدای رسانه ملی، #علیدادی معاون توسعه و فناوری رسانه سازمان صدا و سیما و جمعی از مدیران شبکه‌ها رادیو نما رسماً افتتاح شد.
رادیو نماهای استانی در ۲۱ بهمن ۱۳۹۵ افتتاح رسمی شدند.
به مرور زمان، دیگر شبکه‌های رادیویی نیز صاحب رادیو نما شدند. اولین رادیو نمای سراسری رسمی در ۲۹ دی ۱۳۹۵ با پخش رادیو نمای جوان افتتاح شد.
پس از آن کیفیت رادیو نما افزایش یافت و به کیفیت SD (کیفیت بیشتر شبکه‌ها)، اما با فشرده‌سازی بسیار بالا رسید.

## هدف
- استفاده از جذابیت‌های هر دو رسانهٔ رادیو و تلویزیون و جذب مخاطبان جدید[۱]
- ایجاد تنوع در رسانهٔ قدیمی‌ای چون رادیو[۸]
- افزایش ضریب نفوذ رادیو[۹]

## دریافت
رادیو نما با گیرندهٔ دیجیتال و ماهواره قابل دریافت است.